# Keltisches Baumhoroskop

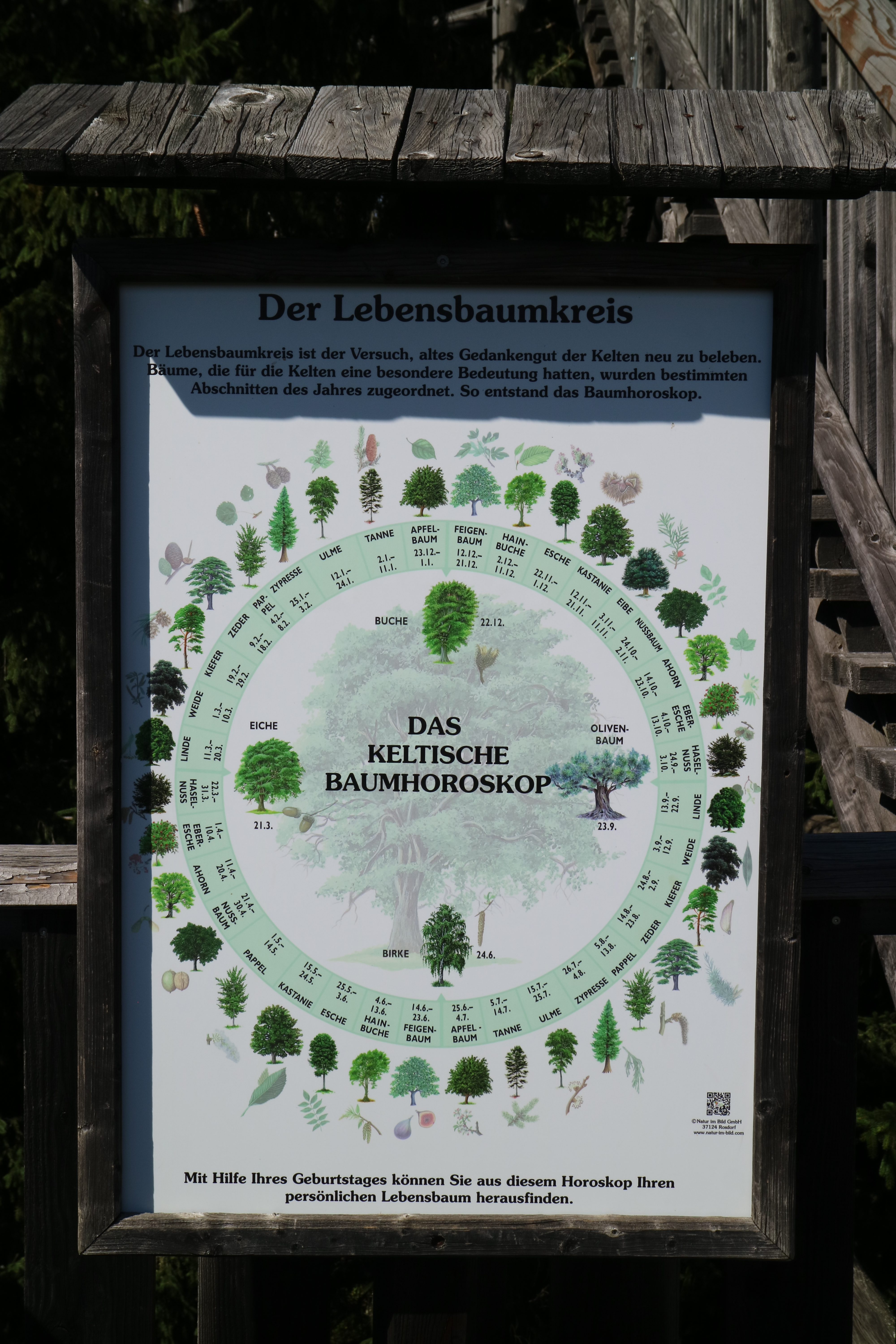
Schautafel am Wipfelwanderweg Rachau

Das Keltische Baumhoroskop ist eine Erfindung im Zuge des Neopaganismus (Neuheidentum), das aus ursprünglichen keltischen Pflanzen-Mythen spekulativ ein Horoskop-System konstruiert. Ein historisches Baumhoroskop lässt sich als mantische Praxis (Wahrsagung) bei den Kelten weder durch antike noch durch mittelalterliche Quellen über keltische Religion und Bräuche belegen.

## Entstehungsgeschichte
Das keltische Baumhoroskop hat seinen Ursprung im Buch The White Goddess, erschienen 1948 (deutsch Die weiße Göttin, 1981) des britischen Schriftstellers und Dichters Robert Graves, in dem der Autor durch eine meist willkürliche etymologische Zuordnung von Ogham-Zeichen zu einzelnen Bäumen einen keltischen Baumkalender, genannt auch Keltischer Baumkreis (gemäß dem „Astrologen“ Michael Vescoli) und Lebensbaumkreis, entwickelte. Dabei kommen bei der Bezeichnung der einzelnen Schriftzeichen zwar einige Baumnamen vor, ein Großteil der Bezeichnungen ist jedoch anderen Ursprungs. Graves verwendete für seine Spekulationen nämlich die nicht-oghamische Mönchsschrift Cló gaelach, die in vereinfachter Form heute die offizielle Schrift der Irischen Republik ist.
Die heute bekannteste Form dieses Horoskops geht auf eine Artikelserie der französischen Journalistin und Regisseurin Paula Delsol (* 1923, † 2015) zurück, die 1971 im Auftrag des Mode- und Lifestyle-Magazins „Marie Claire“ eine Reihe von Horoskopsystemen erfand, die „alten“ Kulturen nachempfunden waren. Unter anderem entwickelte Delsol nach eingehenden Studien der jeweiligen Kulturen (sic!) ein mittlerweile auf Deutsch erhältliches „arabisches“ Horoskop (Horoscopes Arabes), ein ebenso frei erfundenes „tibetisches“ Horoskop (Horoscopes Tibetains) und ein offenbar Robert Graves nachempfundenes „keltisches“ Baumhoroskop (Horoscopes Gauloises). Die von Delsol entwickelten Horoskop-Systeme erschienen erneut 1981 als Sammelband.
1984 erschien das Baumhoroskop unter dem Titel Bäume lügen nicht. Das keltische Horoskop (herausgegeben von Annemarie Mütsch-Engel im Verlag Bert Schlender, Göttingen) erstmals in deutscher Sprache. Diese Ausgabe des Buches berief sich vorerst auf eine „uralte“, tatsächlich jedoch erfundene Texttradition. In später erschienenen Lizenzausgaben anderer Verlage wurde sogar von einer alten Handschrift in einem polnischen Kloster berichtet, die in einer Übersetzung dem Buch beiliege.
In einem sich bis zum deutschen Bundesgerichtshof hinziehenden Streit um Fragen des Urheberrechts und das Recht zur Weitergabe der Verwertungslizenzen (Urteil vom 27. Juni 1991, 1. Zivilsenat, Aktenzeichen I ZR 7/90) musste die reale Geschichte des „keltischen“ Horoskops offengelegt werden. Hierbei stellte sich heraus, dass die deutsche Ausgabe auf einem Artikel in einem polnischen Gartenkalender basierte, der wiederum eine Übersetzung des „keltischen“ Horoskopes war, das Paula Delsol für „Marie Claire“ kreiert hatte. Ein Übersetzungsfehler, der den in Polen unbekannten, im Frankreich aber weit verbreiteten Zürgelbaum (lateinischer Name Celtis australis aus der Familie der Hanfgewächse) zur Zeder machte, war der Beweis. Die Zeder (lateinisch Cedrus) war den Kelten unbekannt und wurde erst im 17. Jahrhundert in England angepflanzt. Aufgrund dieses Fehlers ist die Zeder bis heute Bestandteil der meisten „keltischen“ Baumhoroskope im deutschsprachigen Raum geblieben. Dafür fehlt die tatsächlich in der keltischen Mythologie belegte, als heilig angesehene Eibe im Horoskop. Nach dem Bekanntwerden der modernen Quelle des Horoskopsystems schrieb der deutsche Tarot- und Esoterik-Autor Bertram Wallrath, der anfänglich noch die Authentizität des „keltischen“ Baumhoroskopes verteidigt hatte, dass es dennoch
[…] geradezu kongenial die Gefühlswelt der keltischen Gallier und ihrer Beziehungen zu dem Bäumen widerspiegelt. So könnte also ein keltisches oder gallisches Horoskop ausgesehen haben, wenn es eine gesicherte Überlieferung gäbe.
1998 veröffentlichte Wallrath Das echte keltische Baumhoroskop, in dem er die Zeder wieder durch den Zürgelbaum des französischen Originals ersetzte. 2001 folgte Das keltische Baum-Horoskop, 2004 veröffentlichte er mit Leah Levine Das keltische Baum-Tarot sowie 2005 Das keltische Baum-Horoskop der Liebe. Das keltische Baum-Horoskop wurde bei Amazon.de wie folgt beworben:
Das keltische Baumhoroskop zeichnet menschliche Eigenschaften in ihrer Zuordnung zu unseren Bäumen als faszinierende Alternative zu den uns vertrauten Tierkreiszeichen. Diese Umsetzung kannten bereits die Druiden im alten gallischen Frankreich, denen, wie uns heute erneut, die Bäume näher waren als die Sterne. Darüber hinaus werden das druidisch-magische Heilwissen und seine Anwendung für den Alltag wiederentdeckt. ‚Der Apfelbaum – die Liebe‘ […] oder ‚Die Haselnuss – das Außergewöhnliche‘ […]
Obwohl das „keltische Baumhoroskop“ eine freie Erfindung des 20. Jahrhunderts ist und mit den alten Kelten nichts zu tun hat, hat es eine weite Verbreitung gefunden und wird von einigen Teilen der Neuheiden als ein Bestandteil ihrer Lebensauffassung angesehen. Die falsche Ansicht vom angeblich echt keltischen Horoskop hat sich mittlerweile so fest im Alltagswissen des deutschen Sprachraumes etabliert, dass selbst die ehemalige österreichische Justizministerin Karin Miklautsch in einer Rede auf den keltischen Baumkreis mit seinen Baumbotschaften einging und das Bundesministerium für Justiz in einer Aussendung darauf hinwies, dass drei ehemalige österreichische Justizminister im Zeichen der Linde geboren worden seien. Diese, so die Aussendung, würden sich daher „durch besonderen Gerechtigkeitssinn und eine ausgeprägte Harmoniefähigkeit“ auszeichnen und verstünden es, „sich in die Lage ihrer Mitmenschen zu versetzen, um eine akzeptable Lösung für jede Situation zu entdecken“.

## Keltische Pflanzenmystik
Schon seit dem Mittelalter waren die Angaben über Pflanzenmystik bei den Kelten eine Quelle der Spekulationen, denn eine magisch-medizinische Verwendung über Pflanzen konnte bei ihnen angenommen werden. In einem unter anderem germanisch-gallischen Mistel-Glauben überliefernden bairischen Eichenmisteltraktat aus dem 14. Jahrhundert werden explizit Eiche und Mistel als besonders heilkräftig genannt. Dieses Werk ist in 21 Handschriften überliefert und wurde auch ins Altfranzösische übersetzt. Hier wird wie so oft allerdings die Weißbeerige Mistel (Viscum album) mit der eigentlich gemeinten Eichenmistel (Loranthus europaeus), auch Riemenblume, verwechselt. Die Druiden behaupteten nach Plinius dem Älteren (Naturalis historia XVI, 95), dass die Eichenmistel alles heilen könne. Nach Meid und Nagy ist der von *dru-ṷid- („das Wissen von der Eiche habend, eichenkundig“) hergeleitete Name der Druiden ein Zeichen für die Eiche als Weltbaum, da der keltische Himmelsgott die Eiche als Symbol hatte.
Heilige Bäume sind bei allen Keltenstämmen häufig zu finden, was schon aus der Verehrung des „heiligen Haines“ (nemeton, bei den Galatern drunemeton) und aus der Bedeutung von anthropomorphen Pfahlgöttern (Xoanon) hervorgeht. Die „fünf berühmten Bäume Irlands“, die den fünf Provinzen entsprechen, sind drei Eschen und je eine Eibe und Eiche, sie markieren das mythische Zentrum des jeweiligen Königreiches. Das altirische Wort bile („heiliger Baum“) ist noch heute in Ortsnamen als billy zu finden, so in Toberbilly (County Antrim) und Moville (irisch Bun an Phobail). In Wales war die Beschädigung der heiligen Eibe (ywen sant) durch ein Gesetz des Königs Hywel Dda bei Höchststrafe verboten. Die enge Beziehung der Kelten zu Bäumen bezeugt auch die hohe Zahl von Personennamen dieser Art, wie im altirischen beispielsweise Mac Daro („Sohn der Eiche“), Mac Cairthin („Sohn der Eberesche“), Dar Chairtinn („Tochter der Eberesche“), Mac Cuill („Sohn der Hasel“) und Dar Ibair („Tochter der Eibe“).
Ob die neopaganen Konstrukte auf die altirische Sage über Airmed, die Tochter Dian Cechts, des Heilers der Túatha Dé Danann, und ihr umfassendes Pflanzenwissen zurückzuführen sind oder auf die walisische Überlieferung der 500 Jahre lang bestehenden Dynastie der Ärzte von Myddfai, die ihr Wissen von den Tylwyth Teg aus dem See Llyn Fan Fach („See am kleinen Signalfeuerhügel“ in den Black Mountains in Carmarthenshire) erhielten (tradiert im Llyfr Coch Hergest, „Das Rote Buch von Hergest“), ist nicht belegbar.

## Moderne Baumkreise

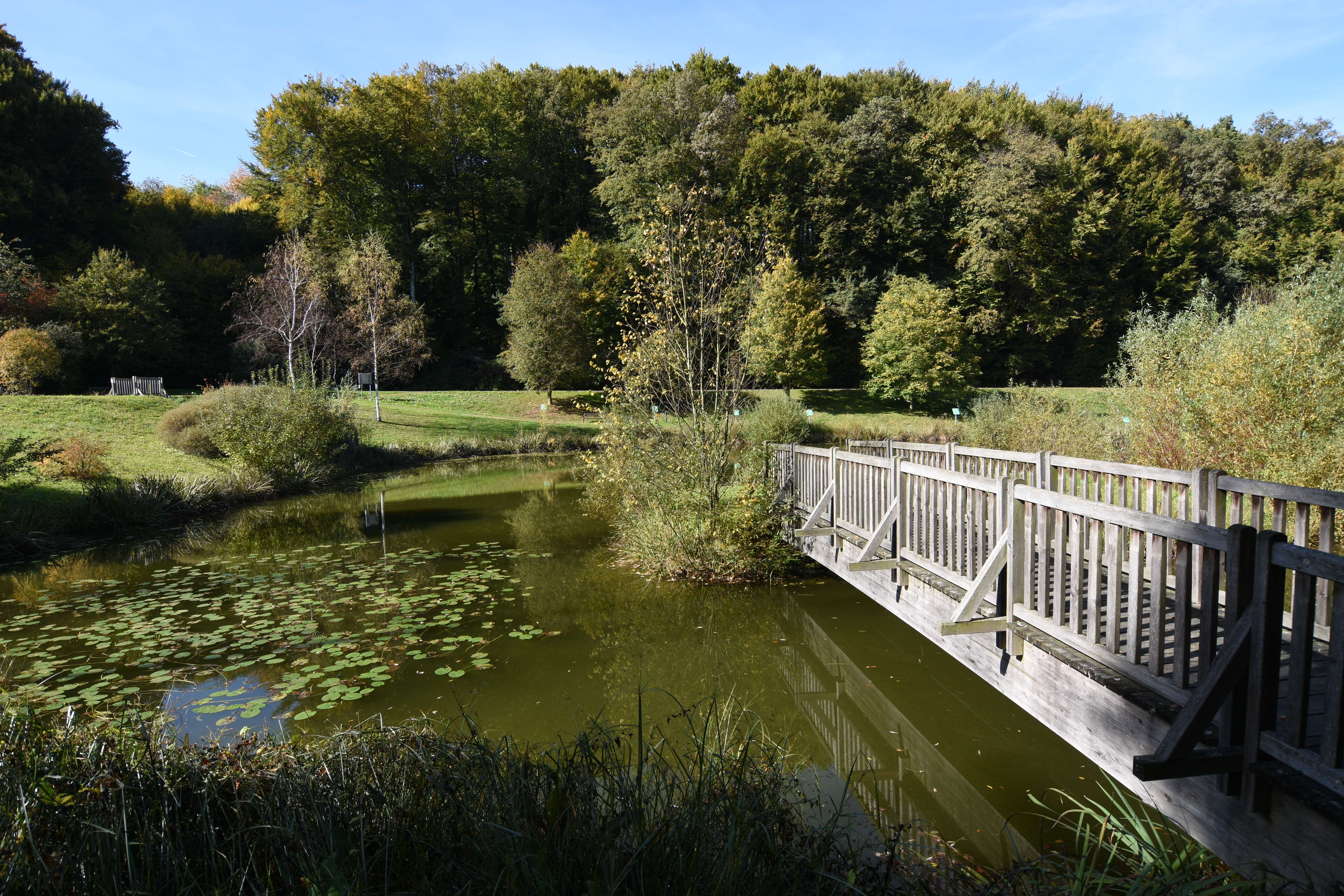
„Keltischer Baumkalender“

Als Erholungsort und Touristenattraktion wurden an einigen Orten Baumkreise nach dem Vorbild des Baumhoroskops angelegt: in Deutschland beispielsweise in Gnutz (Schleswig-Holstein), in Castrop-Rauxel und auf der Sophienhöhe bei Jülich (Nordrhein-Westfalen), in Münchsteinach und Stamsried (Bayern) sowie in Achern-Oberachern, Mannheim und Wald (Baden-Württemberg), in Österreich unter anderem in Gundersdorf, Weng im Gesäuse, Kalsdorf bei Graz und Sankt Stefan ob Stainz (alle Steiermark), Pyhra, Frankenfels, Hoheneich und Kettlasbrunn (alle Niederösterreich), Ampflwang (Oberösterreich), bei Schloss Eberstein (Kärnten) sowie in Vils (Tirol).
Die Anlage eines „keltischen“ Baumkreises im Wiener Bezirk Döbling (der sogenannte Lebensbaumkreis am Himmel) wurde sogar im österreichischen Parlament präsentiert und führte zu teils heftigen Protesten von Seiten der Wissenschaft gegen die staatliche Subvention von Horoskopen und Neuheidentum. Das hat dazu geführt, dass die Gemeinde Wien falsche botanische Angaben korrigieren und auf der Baumkreistafel den Zusatz „keltisch“ entfernen ließ.

## Die Arten und Kalendersegmente im „keltischen Baumkreis“
| Baum                | 1. Halbjahr                | 2. Halbjahr                  | Ogham-Zeichen | Keltischer Jahreskreis |
| ------------------- | -------------------------- | ---------------------------- | ------------- | ---------------------- |
| Apfelbaum           | 23. Dezember bis 1. Januar | 25. Juni bis 4. Juli         | ᚊ             |                        |
| Tanne               | 2. bis 11. Januar          | 5. bis 14. Juli              | +             |                        |
| Ulme                | 12. bis 24. Januar         | 15. bis 25. Juli             | ᚙ             |                        |
| Zypresse            | 25. Januar bis 3. Februar  | 26. Juli bis 4. August       | ᚍ             |                        |
| Pappel              | 4. bis 8. Februar          | 4. bis 13. August            | ᚓ             |                        |
| Zürgelbaum          | 9. bis 18. Februar         | 14. bis 23. August           | ᚔ             |                        |
| Kiefer              | 19. bis 28. Februar        | 24. August bis 2. September  | ᚕ             |                        |
| Weide               | 1. bis 10. März            | 3. bis 12. September         | ᚄ             |                        |
| Linde               | 11. bis 20. März           | 13. bis 22. September        | ᚏ             |                        |
| Eiche               | 21. März                   |                              | ᚇ             | Ostara                 |
| Eibe                |                            | 23. September                | ᚔ             | Mabon                  |
| Haselnuss           | 22. bis 31. März           | 24. September bis 3. Oktober | ᚉ             |                        |
| Eberesche           | 1. bis 10. April           | 4. bis 13. Oktober           | ᚂ             |                        |
| Ahorn               | 11. bis 20. April          | 14. bis 23. Oktober          | ᚈ             |                        |
| Nussbaum            | 21. bis 30. April          | 24. Oktober bis 11. November | ᚌ             |                        |
| Pappel              | 1. bis 14. Mai             |                              | ᚓ             |                        |
| Kastanie            | 15. bis 24. Mai            | 12. bis 21. November         | ᚋ             |                        |
| Esche               | 25. Mai bis 3. Juni        | 22. November bis 1. Dezember | ᚅ             |                        |
| Hagebuche/Hainbuche | 4. bis 13. Juni            | 2. bis 11. Dezember          | ᚖ             |                        |
| Erle                | 14. bis 23. Juni           | 12. bis 21. Dezember         | ᚃ             |                        |
| Birke               | 24. Juni                   |                              | ᚁ             | Litha                  |
| Buche               |                            | 22. Dezember                 | ᚘ             | Yule                   |

## Keltischer Baumkalender
Dieser Kalender wurde von Robert von Ranke-Graves 1946 in dem Buch The white goddess (deutsch 1948 Die weiße Göttin) propagiert. Darin wies er den Monaten Baumnamen zu, die zum Teil sehr spekulativ dem Ogam-Alphabet entnommen waren. Den Bäumen wiederum wies Graves bestimmte Eigenschaften zu, die Bedeutung für in diesem Monat Geborene haben sollten. Später wurden den Monaten auch noch Steine zugeordnet.
| Nr. | Name              | Bedeutung                   | Beginn        | Baum        | Stein        | Ogham-Zeichen | Keltischer Jahreskreis |
| --- | ----------------- | --------------------------- | ------------- | ----------- | ------------ | ------------- | ---------------------- |
| 1   | Beth              | Anfang                      | 24. Dezember  | Birke       | Bergkristall | ᚁ             |                        |
| 2   | Luis              | Belebung                    | 21. Januar    | Eberesche   | Turmalin     | ᚂ             |                        |
| 3   | Nion              | Kraft des Meeres            | 18. Februar   | Traueresche | Aquamarin    | ᚅ             |                        |
| 4   | Fearn             | Feuer                       | 18. März      | Erle        | Granat       | ᚃ             |                        |
| 5   | Saille            | Verzauberung                | 15. April     | Weide       | Mondstein    | ᚄ             |                        |
| 6   | Uath              | Reinigung                   | 18. Mai       | Hagedorn    | Lapislazuli  | ᚆ             |                        |
| 7   | Duir              | Standhaftigkeit             | 10. Juni      | Steineiche  | Diamant      | ᚇ             |                        |
| 8   | Tinne             | Blut                        | 8. Juli       | Stechpalme  | Rubin        | ᚈ             |                        |
| 9   | Coll              | Weisheit                    | 5. August     | Haselnuss   | Topas        | ᚉ             |                        |
| 10  | Muin              | Beseelung                   | 2. September  | Weinstock   | Amethyst     | ᚋ             |                        |
| 11  | Gord              | Wiederauferstehung          | 30. September | Eibe        | Opal         | ᚌ             |                        |
| 12  | Pethboc (Ngetal)  | Königtum                    | 28. Oktober   | Schlehdorn  | Saphir       | ᚍ             |                        |
| 13  | Ruis              | Das Unvermeidliche          | 25. November  | Holunder    | Olivin       | ᚎ             |                        |
| 14  | Unbehauener Stein | Der Tag zwischen den Jahren | 23. Dezember  |             |              |               | Yule                   |